# Copa América 1991
Navigation
Brésil 1989 Équateur 1993
La Copa América 1991 est un tournoi de football qui s'est déroulé au Chili du 6 au 21 juillet 1991.
Les pays participants sont l'Argentine, la Bolivie, le Brésil, le Chili, la Colombie, l'Équateur, le Paraguay, le Pérou, l'Uruguay et le Venezuela.
Pour cette édition 1991, la formule championnat de 1989 en deux phases est reconduite :
- Deux poules de 5 au premier tour, les deux premiers de chaque groupe sont qualifiés pour le dernier carré.
- Une poule finale de 4 au second tour.

Après trente-deux ans d'attente, l'Argentine remporte le trophée pour la treizième fois, grâce notamment à une précieuse victoire contre le Brésil en première journée de la poule finale.

## Premier tour

### Groupe A
| Classement final |           |     |   |   |   |   |    |    |      |
|                  | Équipe    | Pts | J | G | N | P | BP | BC | Diff |
| 1                | Argentine | 8   | 4 | 4 | 0 | 0 | 11 | 3  | +8   |
| 2                | Chili     | 6   | 4 | 3 | 0 | 1 | 10 | 3  | +7   |
| 3                | Paraguay  | 4   | 4 | 2 | 0 | 2 | 7  | 8  | -1   |
| 4                | Pérou     | 2   | 4 | 1 | 0 | 3 | 9  | 9  | 0    |
| 5                | Venezuela | 0   | 4 | 0 | 0 | 4 | 1  | 15 | -14  |

| 6 juillet  | Chili     | 2 | 0 | Venezuela |
| 6 juillet  | Paraguay  | 1 | 0 | Pérou     |
| 8 juillet  | Chili     | 4 | 2 | Pérou     |
| 8 juillet  | Argentine | 3 | 0 | Venezuela |
| 10 juillet | Paraguay  | 5 | 0 | Venezuela |
| 10 juillet | Argentine | 1 | 0 | Chili     |
| 12 juillet | Pérou     | 5 | 1 | Venezuela |
| 12 juillet | Argentine | 4 | 1 | Paraguay  |
| 14 juillet | Argentine | 3 | 2 | Pérou     |
| 14 juillet | Chili     | 4 | 0 | Paraguay  |

| 6 juillet 1991 | Chili                                   | 2 – 0   | Venezuela | Estadio Nacional (Santiago)                          |                                                      |
|                | Rubio 22e · Zamorano 34e · Espinoza 88e | (2 - 0) |           | Spectateurs : 45 000 Arbitrage : Armando Pérez Hoyos | Spectateurs : 45 000 Arbitrage : Armando Pérez Hoyos |

| 6 juillet 1991 | Paraguay   | 1 – 0   | Pérou | Estadio Nacional (Santiago)                   |                                               |
|                | Monzón 21e | (1 - 0) |       | Spectateurs : 45 000 Arbitrage : Oscar Ortubé | Spectateurs : 45 000 Arbitrage : Oscar Ortubé |

| 8 juillet 1991 | Chili                                                | 4 – 2   | Pérou                       | Estadio Municipal (Concepción)                          |                                                         |
|                | Rubio 16e · Contreras 51e (pen.) · Zamorano 61e, 74e | (1 - 0) | Maestri 59e · Del Solar 71e | Spectateurs : 50 000 Arbitrage : Ernesto Filippi Cavani | Spectateurs : 50 000 Arbitrage : Ernesto Filippi Cavani |

| 8 juillet 1991 | Argentine                                | 3 – 0   | Venezuela | Estadio Nacional (Santiago)                           |                                                       |
|                | Batistuta 28e, 50e (pen.) · Caniggia 43e | (2 - 0) |           | Spectateurs : 50 000 Arbitrage : Milton Villavicencio | Spectateurs : 50 000 Arbitrage : Milton Villavicencio |

| 10 juillet 1991 | Paraguay                                                            | 5 – 0   | Venezuela | Estadio Nacional (Santiago)                         |                                                     |
|                 | Neffa 34e · Guirland 38e · Monzón 75e, 87e (pen.) · V. Sanabria 81e | (2 - 0) |           | Spectateurs : 30 000 Arbitrage : José Torres Cadena | Spectateurs : 30 000 Arbitrage : José Torres Cadena |

| 10 juillet 1991 | Argentine     | 1 – 0   | Chili | Estadio Nacional (Santiago)                          |                                                      |
|                 | Batistuta 81e | (0 - 0) |       | Spectateurs : 75 000 Arbitrage : José Roberto Wright | Spectateurs : 75 000 Arbitrage : José Roberto Wright |

| 12 juillet 1991 | Pérou                                                            | 5 – 1   | Venezuela                     | Estadio Nacional (Santiago)                         |                                                     |
|                 | La Rosa 9e, 55e · Cavallo 21e (csc) · Del Solar 58e · Hirano 62e | (2 - 1) | Del Solar 14e (csc) · Paz 21e | Spectateurs : 5 000 Arbitrage : Armando Pérez Hoyos | Spectateurs : 5 000 Arbitrage : Armando Pérez Hoyos |

| 12 juillet 1991 | Argentine                                                | 4 – 1   | Paraguay    | Estadio Municipal (Concepción)                          |                                                         |
|                 | Batistuta 40e · Simeone 61e · Astrada 70e · Caniggia 81e | (1 - 0) | Cardozo 79e | Spectateurs : 40 000 Arbitrage : Ernesto Filippi Cavani | Spectateurs : 40 000 Arbitrage : Ernesto Filippi Cavani |

| 14 juillet 1991 | Argentine                                  | 3 – 2   | Pérou                            | Estadio Nacional (Santiago)                   |                                               |
|                 | Latorre 3e · Craviotto 51e · C. García 57e | (1 - 1) | A. Yáñez 35e (pen.) · Hirano 65e | Spectateurs : 80 000 Arbitrage : Oscar Ortubé | Spectateurs : 80 000 Arbitrage : Oscar Ortubé |

| 14 juillet 1991 | Chili                                           | 4 – 0   | Paraguay | Estadio Nacional (Santiago)                          |                                                      |
|                 | Rubio 12e · Zamorano 15e · Estay 63e · Vera 68e | (2 - 0) |          | Spectateurs : 80 000 Arbitrage : José Roberto Wright | Spectateurs : 80 000 Arbitrage : José Roberto Wright |

### Groupe B
| Classement final |          |     |   |   |   |   |    |    |      |
|                  | Équipe   | Pts | J | G | N | P | BP | BC | Diff |
| 1                | Colombie | 5   | 4 | 2 | 1 | 1 | 3  | 1  | +2   |
| 2                | Brésil   | 5   | 4 | 2 | 1 | 1 | 6  | 5  | +1   |
| 3                | Uruguay  | 5   | 4 | 1 | 3 | 0 | 4  | 3  | +1   |
| 4                | Équateur | 3   | 4 | 1 | 1 | 2 | 6  | 5  | +1   |
| 5                | Bolivie  | 2   | 4 | 0 | 2 | 2 | 2  | 7  | -5   |

| 7 juillet  | Colombie | 1 | 0 | Équateur |
| 7 juillet  | Uruguay  | 1 | 1 | Bolivie  |
| 9 juillet  | Uruguay  | 1 | 1 | Équateur |
| 9 juillet  | Brésil   | 2 | 1 | Bolivie  |
| 11 juillet | Colombie | 0 | 0 | Bolivie  |
| 11 juillet | Brésil   | 1 | 1 | Uruguay  |
| 13 juillet | Équateur | 4 | 0 | Bolivie  |
| 13 juillet | Colombie | 2 | 0 | Brésil   |
| 15 juillet | Uruguay  | 1 | 0 | Colombie |
| 15 juillet | Brésil   | 3 | 1 | Équateur |

| 7 juillet 1991 | Colombie     | 1 – 0   | Équateur | Estadio Playa Ancha (Valparaíso)                        |                                                         |
|                | De Ávila 25e | (1 - 0) |          | Spectateurs : 15 000 Arbitrage : Juan Francisco Escobar | Spectateurs : 15 000 Arbitrage : Juan Francisco Escobar |

| 7 juillet 1991 | Uruguay    | 1 – 1   | Bolivie       | Estadio Playa Ancha (Valparaíso)               |                                                |
|                | Castro 73e | (0 - 1) | J. Suárez 16e | Spectateurs : 15 000 Arbitrage : Carlos Maciel | Spectateurs : 15 000 Arbitrage : Carlos Maciel |

| 9 juillet 1991 | Uruguay              | 1 – 1   | Équateur     | Estadio Sausalito (Viña del Mar)               |                                                |
|                | P. Méndez 49e (pen.) | (0 - 1) | Aguinaga 44e | Spectateurs : 18 000 Arbitrage : Gastón Castro | Spectateurs : 18 000 Arbitrage : Gastón Castro |

| 9 juillet 1991 | Brésil                      | 2 – 1   | Bolivie               | Estadio Sausalito (Viña del Mar)              |                                               |
|                | Neto 5e (pen.) · Branco 47e | (1 - 0) | E. Sánchez 89e (pen.) | Spectateurs : 18 000 Arbitrage : José Ramírez | Spectateurs : 18 000 Arbitrage : José Ramírez |

| 11 juillet 1991 | Colombie | 0 – 0   | Bolivie | Estadio Sausalito (Viña del Mar)                  |                                                   |
|                 |          | (0 - 0) |         | Spectateurs : 15 000 Arbitrage : Francisco Farías | Spectateurs : 15 000 Arbitrage : Francisco Farías |

| 11 juillet 1991 | Brésil         | 1 – 1   | Uruguay       | Estadio Sausalito (Viña del Mar)                     |                                                      |
|                 | João Paulo 29e | (1 - 0) | P. Méndez 66e | Spectateurs : 15 000 Arbitrage : Juan Carlos Loustau | Spectateurs : 15 000 Arbitrage : Juan Carlos Loustau |

| 13 juillet 1991 | Équateur                                            | 4 – 0   | Bolivie     | Estadio Sausalito (Viña del Mar)               |                                                |
|                 | Aguinaga 32e · Avilés 42e, 73e · Ramírez 80e (pen.) | (2 - 0) | Jiguchi 63e | Spectateurs : 19 000 Arbitrage : Gastón Castro | Spectateurs : 19 000 Arbitrage : Gastón Castro |

| 13 juillet 1991 | Colombie                   | 2 – 0   | Brésil | Estadio Sausalito (Viña del Mar)               |                                                |
|                 | De Ávila 35e · Iguarán 66e | (1 - 0) |        | Spectateurs : 15 000 Arbitrage : Carlos Maciel | Spectateurs : 15 000 Arbitrage : Carlos Maciel |

| 15 juillet 1991 | Uruguay                          | 1 – 0   | Colombie     | Estadio Sausalito (Viña del Mar)                     |                                                      |
|                 | P. Méndez 19e · A. Gutiérrez 40e | (1 - 0) | De Ávila 84e | Spectateurs : 30 000 Arbitrage : Juan Carlos Loustau | Spectateurs : 30 000 Arbitrage : Juan Carlos Loustau |

| 15 juillet 1991 | Brésil                                                             | 3 – 1   | Équateur  | Estadio Sausalito (Viña del Mar)                        |                                                         |
|                 | Mazinho II 8e · Márcio Santos 54e · Luiz Henrique 89e · Mazinho II | (1 - 1) | Muñoz 12e | Spectateurs : 30 000 Arbitrage : Juan Francisco Escobar | Spectateurs : 30 000 Arbitrage : Juan Francisco Escobar |

## Poule finale
| Classement final |           |     |   |   |   |   |    |    |      |
|                  | Équipe    | Pts | J | G | N | P | BP | BC | Diff |
| 1                | Argentine | 5   | 3 | 2 | 1 | 0 | 5  | 3  | +2   |
| 2                | Brésil    | 4   | 3 | 2 | 0 | 1 | 6  | 3  | +3   |
| 3                | Chili     | 2   | 3 | 0 | 2 | 1 | 1  | 3  | -2   |
| 4                | Colombie  | 1   | 3 | 0 | 1 | 2 | 2  | 5  | -3   |

| 17 juillet | Argentine | 3 | 2 | Brésil   |
| 17 juillet | Chili     | 1 | 1 | Colombie |
| 19 juillet | Argentine | 0 | 0 | Chili    |
| 19 juillet | Brésil    | 2 | 0 | Colombie |
| 21 juillet | Brésil    | 2 | 0 | Chili    |
| 21 juillet | Argentine | 2 | 1 | Colombie |

| 17 juillet 1991 | Argentine                                                    | 3 – 2   | Brésil                                                                    | Estadio Nacional (Santiago)                    |                                                |
|                 | Franco 1re, 39e · Batistuta 46e · Caniggia 31e · Enrique 61e | (2 - 1) | Branco 5e · João Paulo 52e · Mazinho 31e · Márcio Santos 61e · Careca 80e | Spectateurs : 50 000 Arbitrage : Carlos Maciel | Spectateurs : 50 000 Arbitrage : Carlos Maciel |

| 17 juillet 1991 | Chili        | 1 – 1   | Colombie    | Estadio Nacional (Santiago)                             |                                                         |
|                 | Zamorano 74e | (0 - 1) | Iguarán 37e | Spectateurs : 65 000 Arbitrage : Ernesto Filippi Cavani | Spectateurs : 65 000 Arbitrage : Ernesto Filippi Cavani |

| 19 juillet 1991 | Argentine | 0 – 0   | Chili        | Estadio Nacional (Santiago)                             |                                                         |
|                 |           | (0 - 0) | P. Yáñez 41e | Spectateurs : 65 000 Arbitrage : Ernesto Filippi Cavani | Spectateurs : 65 000 Arbitrage : Ernesto Filippi Cavani |

| 19 juillet 1991 | Brésil                                | 2 – 0   | Colombie | Estadio Nacional (Santiago)                   |                                               |
|                 | Renato Gaúcho 29e · Branco 76e (pen.) | (1 - 0) |          | Spectateurs : 75 000 Arbitrage : José Ramírez | Spectateurs : 75 000 Arbitrage : José Ramírez |

| 21 juillet 1991 | Brésil                                         | 2 – 0   | Chili | Estadio Nacional (Santiago)                          |                                                      |
|                 | Mazinho II 8e · Luiz Henrique 55e · Branco 69e | (1 - 0) |       | Spectateurs : 30 000 Arbitrage : Juan Carlos Loustau | Spectateurs : 30 000 Arbitrage : Juan Carlos Loustau |

| 21 juillet 1991 | Argentine                   | 2 – 1   | Colombie     | Estadio Nacional (Santiago)                             |                                                         |
|                 | Simeone 11e · Batistuta 19e | (2 - 0) | De Ávila 70e | Spectateurs : 50 000 Arbitrage : Juan Francisco Escobar | Spectateurs : 50 000 Arbitrage : Juan Francisco Escobar |

| Copa América 1991 - Vainqueur Argentine 13e titre |

## Meilleurs buteurs
6 buts
- Gabriel Batistuta

5 buts
- Iván Zamorano

3 buts
- Branco
- Hugo Rubio
- Antony de Ávila
- Luis Monzón
- Peter Méndez